# Sainte-Cécile (Saône-et-Loire)
Sainte-Cécile é uma comuna francesa na região administrativa de Borgonha-Franco-Condado, no departamento de Saône-et-Loire. Estende-se por uma área de 7,26 km². Em 2010 a comuna tinha 294 habitantes (densidade: 40,5 hab./km²).